# Charles Wright Mills
Charles Wright Mills (Waco, 28. kolovoza 1916. – Nyack, 20. ožujka 1962.), američki sociolog 
Bio je profesor na Sveučilištu Columbia. Svoja sociološka shvaćanja povezao je s novomarksističkim temama analize i kritike centara moći kapitalističkog društva. Sociologiju shvaća kao komparativno-povijesnu znanost zasnovanu na Marxovoj globalnoj teoriji društva. Osobito su značajna njegova istraživanja društvenih elita.
Djela:
- "Elita vlasti"
- "Sociološka imaginacija"
- "Bijeli ovratnik"